# نت إيز

نت إيز ( بالصينية المبسطة:网易 ; بالصينية التقليدية:網易 ;بنظام بينيين:WǎngYì) هي شركة صينية لتكنولوجيا الإنترنت تقدم خدمات عبر الإنترنت تتمحور حول المحتوى والمجتمع والاتصالات والتجارة، تأسست الشركة في عام 1997 من قبل دينغ لي. تقوم نت إيز بتطوير وتشغيل ألعاب الكمبيوتر والإنترنت المحمولة والخدمات الإعلانية وخدمات البريد الإلكتروني ومنصات التجارة الإلكترونية في الصين. إنها واحدة من أكبر شركات ألعاب الإنترنت والفيديو في العالم.

## التوسعة
أطلقت NetEase مقرها الرئيسي الغربي في أغسطس 2014 حيث جلبت واحدة من أكبر شركات التكنولوجيا في الصين إلى الولايات المتحدة. في عام 2015 ، أعلنت NetEase North America، ذراع عملاق التكنولوجيا الصيني في سان فرانسيسكو، عن مبادرة تمويل جديدة للمطورين المستقلين. يقدم هذا البرنامج، المعروف باسم NetEase Success Fund، بديلاً للنشر التقليدي من خلال توفير ما يصل إلى 500,000 دولار لكل مطور مقبول لتمويل التسويق والإعلان. علاوة على ذلك، يحتفظ المطورون بمنح التمويل بالحقوق والتحكم الإبداعي والملكية الكاملة لمنتجاتهم. في ديسمبر 2015، قامت ذراع NetEase Capital Venture باستثمار 2.5 مليون دولار في Reforged Studios، وهو استوديو ألعاب خاص يقع في هلسنكي.

## أهمية الرقم 163
عنوان موقع NetEase الرسمي هو 163 دوت كوم. ويعزى ذلك إلى الماضي حيث كان على مستخدمي الإنترنت الصينيين الاتصال بالرقم "163" للاتصال بالإنترنت، قبل توفر الإنترنت ذي النطاق العريض.

## وصلات خارجية
- الموقع الرسمي